# کلامیدیا (گروه موسیقی)
کلامیدیا (انگلیسی: Klamydia) (به فنلاندی: Chlamydia) یک گروه پانک راک فنلاندی از واسا، فنلاند است. نام گروه به این دلیل انتخاب شد که بدترین نامی بود که به ذهنشان می‌رسید.